# Антињи (Вијена)
Антињи (фр. Antigny) насеље је и општина у западној Француској у региону Поату-Шарант, у департману Вијена која припада префектури Монморијон.
По подацима из 2011. године у општини је живело 595 становника, а густина насељености је износила 13,54 становника/km². Општина се простире на површини од 43,93 km². Налази се на средњој надморској висини од 124 метара (максималној 148 m, а минималној 75 m).

## Демографија
| 1962. | 1968. | 1975. | 1982. | 1990. | 1999. | 2011. |
| ----- | ----- | ----- | ----- | ----- | ----- | ----- |
| 646   | 746   | 723   | 678   | 607   | 598   | 595   |

График промене броја становника у току последњих година